# ルディー (色)
ルディー（Ruddy）とは、エレクトリッククリムゾンや赤に近い色で純色の一種。ルディーとは「血色の良い」などを意味する。

## 近似色
- エレクトリッククリムゾン
- 赤
- 薔薇色